# Sicyopterus marquesensis
Sicyopterus marquesensis är en fiskart som beskrevs av Fowler 1932. Sicyopterus marquesensis ingår i släktet Sicyopterus och familjen smörbultsfiskar. IUCN kategoriserar arten globalt som otillräckligt studerad. Inga underarter finns listade i Catalogue of Life.